# Ludwig Erasmus Ludwiger
Ludwig Erasmus Ludwiger (* 20. September 1620 in Halle (Saale); † 19. August 1678 ebenda) war ein Pfänner der Stadt Halle (Saale) und sächsischer Rittergutsbesitzer.

## Leben und Wirken
Er stammte aus einem angesehenen Pfännergeschlecht der Stadt Halle, das in den Adelsstand erhoben wurde und ist ein Nachkomme des Apothekers Wolff Ludwiger und dessen Sohns Erasmus Ludwiger, der Ratmeister in Halle und Kirchenvorsteher zu St. Moritz war. Caspar Ludwiger († 1623) war sein Vater.
Vom Oberforstmeister George Jost von Koseritz erwarb Ludwiger 1661 dessen Rittergut Trossin im Kurfürstentum Sachsen und wurde damit auch Kirchenpatron über diesen Ort und die zugehörige Filialkirche Roitzsch.
Da ihm die Bewirtschaftung des Gutes mit zunehmendem Alter aufgrund der großen Entfernung von Halle zunehmend schwerer fiel, tauschte er 1673 dieses Gut Trossin mit Caspar Heinrich von Weißigk und dessen Vettern gegen deren zwei Güter Reuden im Amt Bitterfeld und Zschepkau im Amt Zörbig ein. Diese beiden Güter wurden durch seinen Sohn zum Stammsitz der Adelsfamilie von Ludwiger ausgebaut.